# Gara Twickenham
Gara Twickenham este o gară aflată în Twickenham, în burgul londononez Richmond upon Thames, în zona tarifară londoneză 5. Se află la o distanță de 18,1 km de Londra Waterloo. Doar o singură stradă principală se află lângă gară, la capătul de vest, London Road, pe care se circulă între drumul principal la sud de Stadionul Twickenham și centrul orașului la sud.
Gara și toate trenurile care o deservesc sunt operate de South Western Railway. Cu excepția Richmond Railway Bridge, gara se află în mijlocul unei secțiuni lungi de cale ferată dublată la nivel între Putney și Egham. Între acest punct și gara St Margarets, la 500 de metri spre est, calea ferată este triplă. 

## Istoric
Gara anterioară, în stil neo-gotic, a fost construită de London and Windsor Railway, la vest de podul London Road, și deschisă pe 22 august 1848.
Lucrările pregătitoare pentru reconstrucția gării de Southern Railway la est de London Road au fost întrerupte de izbucnirea celui de-al doilea Război Mondial, cu o mare parte din lucrările la șinele pentru cele cinci peroasne planificate efectuată. După război, unele peroane au fost aduse la nivel pentru trenurile cu spectatorii care veneau la meciurile de rugby. Pe 28 martie 1954, o gară reconstruită complet a intrat în uz cu trei peroane.
Peronul 1 nu a funcționat încă din 2003. Din linia de la peronul 2 a fost scoasă a treia șină între 2003 și 2006 . Peronul 3 are acces direct din stradă, utilizat în timpul evenimentelor de la Stadionul Twickenham.
Pe 4 februarie 1996, South West Trains a operat primul tren re-privatizat la nivel național. Acesta a plecat din Twickenham spre Londra la 05:10. Ultimul tren regulat privatizat fusese operat pe rețeaua principală cu 48 de ani înainte.

## Servicii
Serviciile în afara orelor de vârf cuprind următoarele trenuri pe oră:
- 12 spre Londra Waterloo, din care:
  - 8 operate via Richmond și Clapham Junction, din care:
    - 2 care opresc la Richmond și Clapham Junction,
    - 2 care opresc la Richmond, Putney, Clapham Junction și Vauxhall,
    - 4 care opresc la toate gările

  - 2 operate prin Kingston Loop și Wimbledon cu oprire la toate gările, cu excepția Queenstown Road
  - 2 opreate prin Hounslow Loop cu oprire la toate gările
- 2 spre Reading, cu opriri la Feltham, Staines și apoi toate gările, cu excepția Longcross (deservit doar la ore de vârf).
- 2 spre Windsor și Eton Riverside, cu oprire la Whitton, Feltham, Ashford, Staines și apoi toate gările.

## Legături
Gara se află pe rute de autobuz spre Brentford, Whitton și Hounslow.
O stație de taxiuri se află lângă gară.